# Hans-Otto Schmidt-Neuhaus

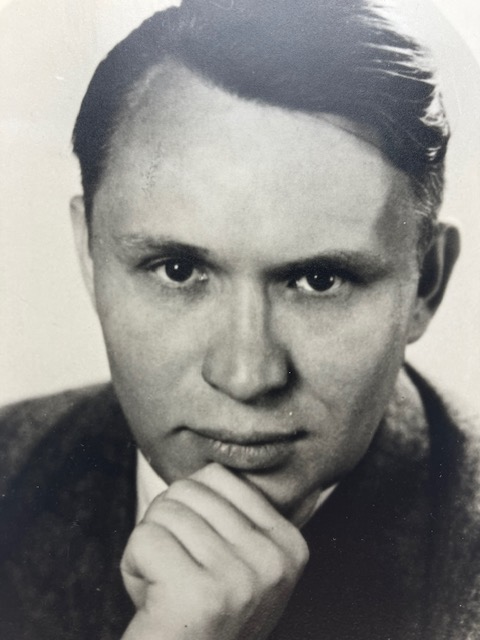
Hans-Otto Schmidt-Neuhaus

Hans-Otto Schmidt-Neuhaus (* 27. April 1907 in Köln; † 22. Januar 1971 ebenda) war ein deutscher Pianist und Professor an der Hochschule für Musik in Köln.

## Leben
Als Hans-Otto Schmidt und Sohn eines Gymnasialprofessors in Köln geboren, gründete er zusammen mit seiner Partnerin und späteren Ehefrau Astrid Neuhaus, einer Nichte des russischen Pianisten und Lehrers Heinrich Neuhaus, ein Klavierduo, das mit Konzerten und Schallplattenaufnahmen seit den späten 1930er Jahren auch international konzertierte. Die beiden hatten sich während des Studiums in der Klavierklasse des Pianisten und Komponisten Eduard Erdmann kennen gelernt, der 1925 vom Kölner Generalmusikdirektor Hermann Abendroth als Professor für Klavier an die neu gegründete Kölner Hochschule für Musik berufen worden war.
Beide nahmen den Künstlernamen Schmidt-Neuhaus an und setzten ihre Konzerttätigkeit als Klavierduo auch während des Zweiten Weltkriegs fort. Zwischen 1938 und 1953 entstanden zahlreiche Schallplatten- und Hörfunkaufnahmen (z. B. Mozart/Busoni, „Duettino Concertante“, Deutsche Grammophon 1938; Chopin, „Rondo C-dur“, Polydor 1939 oder Karel Goeyvaerts, „Sonate für 2 Klaviere“, Westdeutscher Rundfunk 1951 und Igor Strawinsky, „Les Noces“, WDR 1953). In der frühen Nachkriegszeit erhielt Hans-Otto Schmidt-Neuhaus eine Professur für Klavier an der Hochschule für Musik in Köln. Wegen einer Sehnenerkrankung an der Hand musste er seine Konzerttätigkeit zunehmend reduzieren und konzentrierte sich seit Ende der 1950er Jahre auf das Unterrichten. Zu seinen Schülern zählen u. a. Ludwig Hoffmann, Christoph Eschenbach, Pi-hsien Chen, und Klaus Oldemeyer (* 1941).